# 파블로 마페오
파블로 카르미네 마페오 베세라(스페인어: Pablo Carmine Maffeo Becerra, 1997년 7월 12일 ~ )는 스페인에서 태어난 아르헨티나의 축구 선수로, 현재 RCD 마요르카에서 활약하고 있다. 포지션은 라이트 백이다.